# Fight Club
Fight Club är en amerikansk film från 1999 i regi av David Fincher. Filmen är baserad på romanen med samma titel från 1996, av Chuck Palahniuk.

## Handling
Filmens berättare (Edward Norton), som inte nämns vid namn, är en kroniskt sömnlös man som desperat försöker fly från sitt tråkiga liv. En dag träffar han Tyler Durden (Brad Pitt) och berättarens livsfilosofi ändras. Tyler har en annorlunda livsfilosofi, han menar att självdestruktion är det som gör livet värt att leva. Tillsammans startar berättaren och Tyler en klubb för likasinnade. På Fight Club får människor puckla på varandra så mycket de bara orkar. Fight Club blir omåttligt populär men Tyler har ännu större planer.
Fight Club urartar så småningom i en nihilistisk rörelse med sträckning över hela landet, som sätts i verket genom Project Mayhem. Man söker nu att störta hela det civiliserade samhället, och ska till att börja med spränga huvudkontoren för kreditkortsbolag för att sätta tillbaka alla skuldsatta på noll. Alla är numera inkluderade i organisationen, och ingenstans kommer man undan den. Servitörer, vaktmästare, till och med poliser i så gott som varje stad är inkluderade i projektet.
Berättaren oroas av den obehagliga utvecklingen och när han till slut tar mod till sig och bestämmer sig för att lämna projektet märker han hur alla plötsligt börjat kalla honom själv för Tyler Durden. Berättaren blir förvirrad och när han sedan försöker ta reda på varför upptäcker han till sin stora fasa att han fått en dissociativ identitetsstörning och att det i själva verket är han själv som har skapat Tyler Durden till sitt alter ego och därmed upplevt sig själv i andrapersonsperspektiv.

## Rollista
| Edward Norton        | – Berättaren           |
| Brad Pitt            | – Tyler Durden         |
| Helena Bonham Carter | – Marla Singer         |
| Meat Loaf            | – Robert "Bob" Paulson |
| Zach Grenier         | – Richard Chesler      |
| Richmond Arquette    | – Intern               |
| David Andrews        | – Thomas               |

## Produktionen

### Bakgrund
Filmen kretsar kring ett antal olika teman, inklusive det om psykisk ohälsa – visad genom Berättaren och hans alternativa identitet. Relationen mellan Berättaren och Tyler Durden är filmens nav. Den förstnämnde är en blek kontorsarbetare som känner att livet saknar mening, medan Durden är en orädd och utåtriktad person som dessutom blir ihop med den kvinna som de båda är intresserade av.

### Rollfigurernas utveckling
Edward Nortons rollfigur har inget namn i vare sig boken eller filmen. I filmen använder sig han av olika påhittade namn som Travis (en vink till Taxi Driver) och Jack, vilket är ett skämt riktat till en serie anatomiböcker som nämns under filmens handling.

### Produktion och distribution
Brad Pitt och Edward Norton lärde sig att tillverka tvål under inspelningen. Pitt ville inte att hans föräldrar skulle se filmen, men han kunde inte övertyga dem. Men de ändrade sig när Pitt visade dem scenen när Tyler (Pitt) häller lut på Nortons hand.